# 파라마운트 미디어 네트웍스
패러마운트 미디어 네트웍스(영어: Paramount Media Networks)는 미국 파라마운트 글로벌이 운영하는 부서다. 미국 안에서 운영되는 텔레비전 채널과 온라인 브랜드를 관리한다. 2019년 재합병 전까지는 바이어컴 미디어 네트웍스(Viacom Media Networks)였으며, CBS 코퍼레이션과 바이어컴의 재합병에 따라 현재의 이름으로 변경되었다.

## 역사
이 부서는, 워너 커뮤니케이션스와 아메리칸 엑스프레스가 합작 운영하던 케이블 텔레비전 회사 워너-에이멕스 새틀라이트 엔터테인먼트가 사업을 매각하면서 1984년에 설립되었다.

## 채널 목록

### MTV
- MTV
  - MTV2
  - MTV 클래식
  - MTV 라이브
  - MTVU
  - MTV Tres

### 니켈로디언 그룹
- 니켈로디언1 11 
  - 닉 앳 나이트
  - 닉 주니어5
  - 닉뮤직12
  - 닉툰스10
  - 틴닉6

### BET 네트웍스
- BET
  - BET 가스펠
  - BET 힙-합
  - BET 인터내셔널
  - BET 잼스
  - BET 소울
- BET 헐

### 기타
- 코미디 센트럴7
- 로고 TV4
- 패러마운트 네트워크
- 컨트리 뮤직 텔레비전
  - CMT 뮤직3
  - TV 랜드
- VH1
- 채널 5 (영국의 어린이 채널 밀크셰이크!는 브랜딩 통합)

### 이전 채널
- Nick Gas (1999–2009)
- NickMom (2012–15)
- VH1 Uno (2001–08)

### 비고
- 1바이어컴 미디어 네트웍스가 설립되기 이전에, 워너-에이멕스 새틀라이트 엔터테인먼트가 개국했다.[1]
- 2원래 CBS가 소유했으나, CBS와 바이어컴 합병으로, 바이어컴 미디어 네트웍스 소속으로 변경되었다.
- 3CBS와 바이어컴 합병 하기 전에 VH1 컨트리로 개국하였다.
- 4원래 VH1 MegaHits 채널이었으나, 낮은 시청률로 2005년 6월 30일에 폐국하였다.
- 52009년, 닉 주니어로 변경 하기 전에, 원래 이름은 Noggin이었다. 1999년부터 2002년까지 Sesame Workshop과 공동 소유했다.
- 62009년, 틴닉으로 변경 하기 전에, 원래 이름은 The N이었다.
- 7Ha!로 시작되었다. 다음 해에 HBO의 코미디 센트럴 합병했다. 2003년 완전히 바이어컴 소속이 되었다.
- 102003년까지 닉툰스 TV이었고, 2005년에는 닉툰스 네트워크로 변경되었고, 마침내 2009년 닉툰스로 다시 변경되었다.
- 111979년, 니켈로디언으로 변경하기 전, 원래 이름은 핀휠이었다.
- 122016년, 닉뮤직으로 변경 하기 전에, MTV 히트로 개국하였다.